# أي إم سي ماتادور
أي إم سي ماتادور (بالإنجليزية: AMC Matador)‏، هي سيارة مدنية فردية أنتجها شركة أميركان موتورز سنة 1971م ، وتوقف الإنتاج سنة 1978م.

## معرض صور

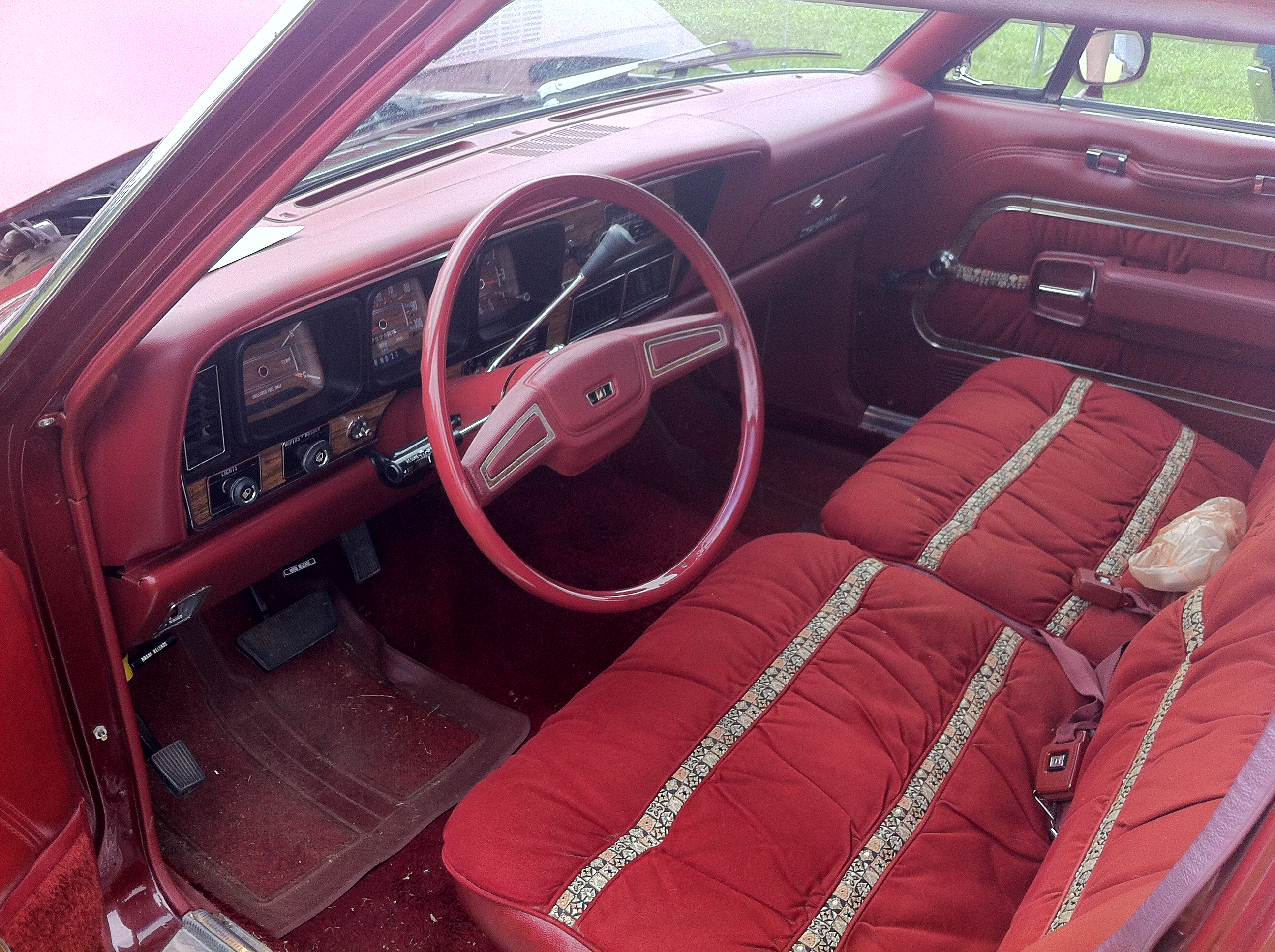
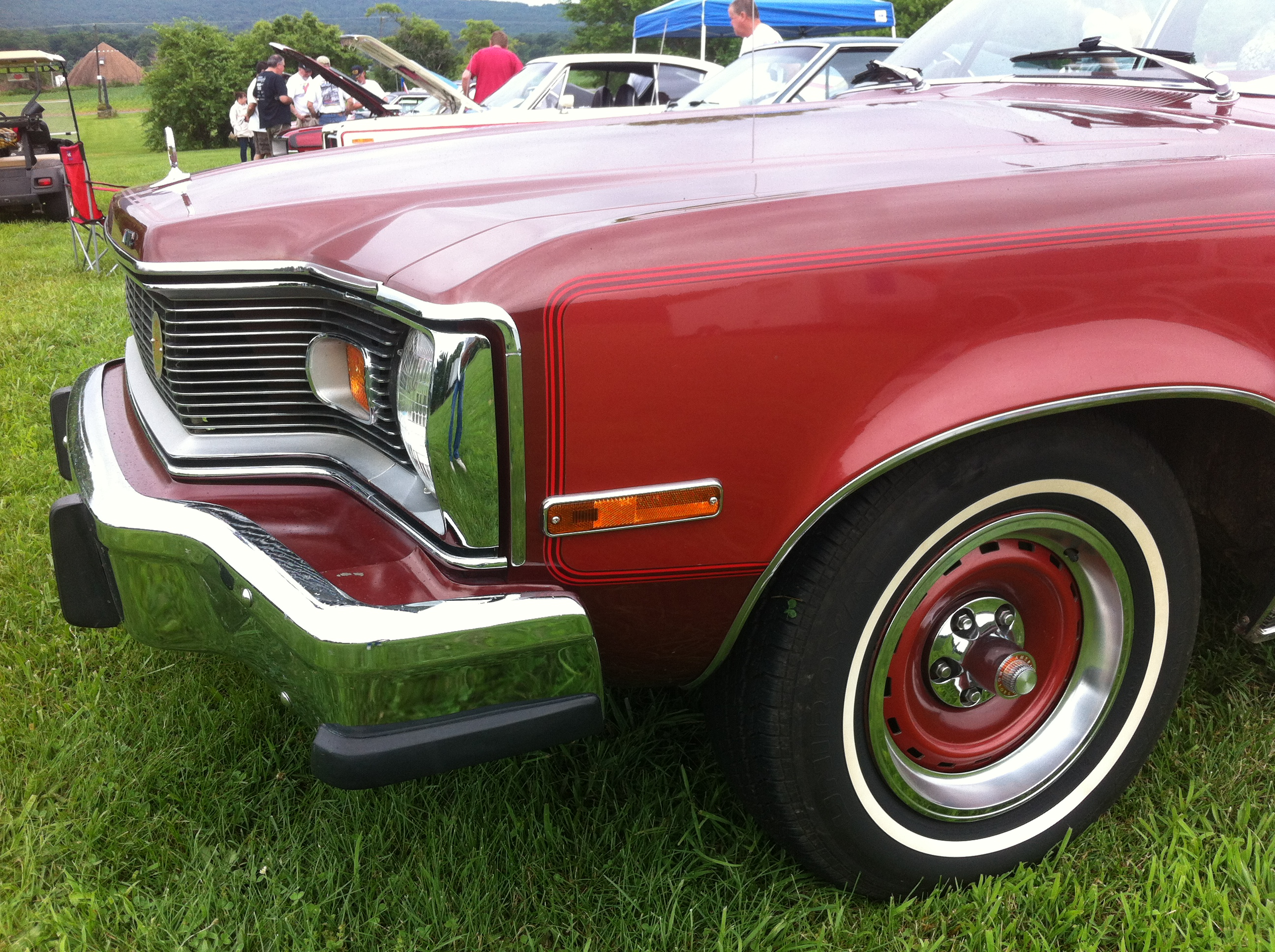
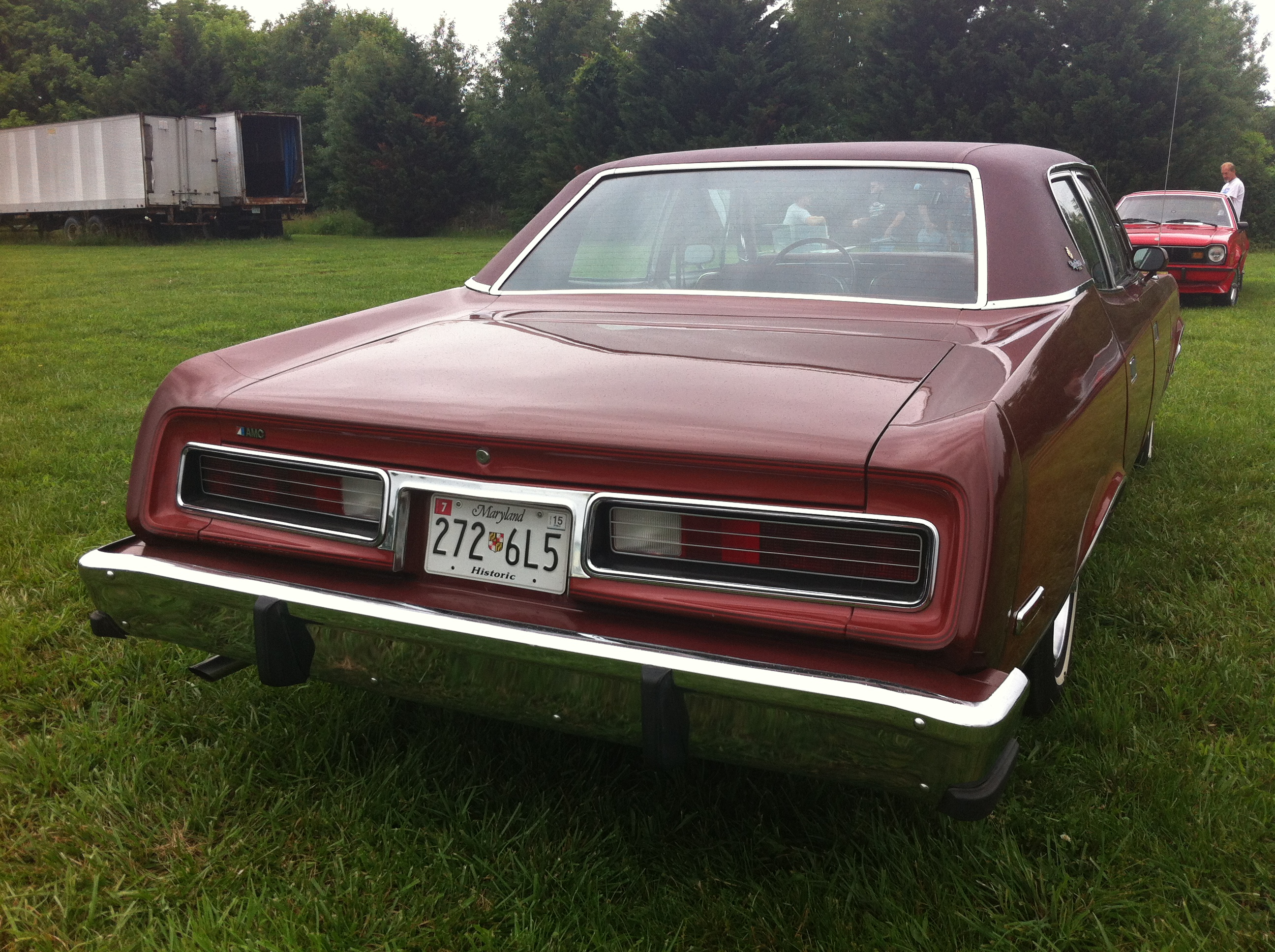
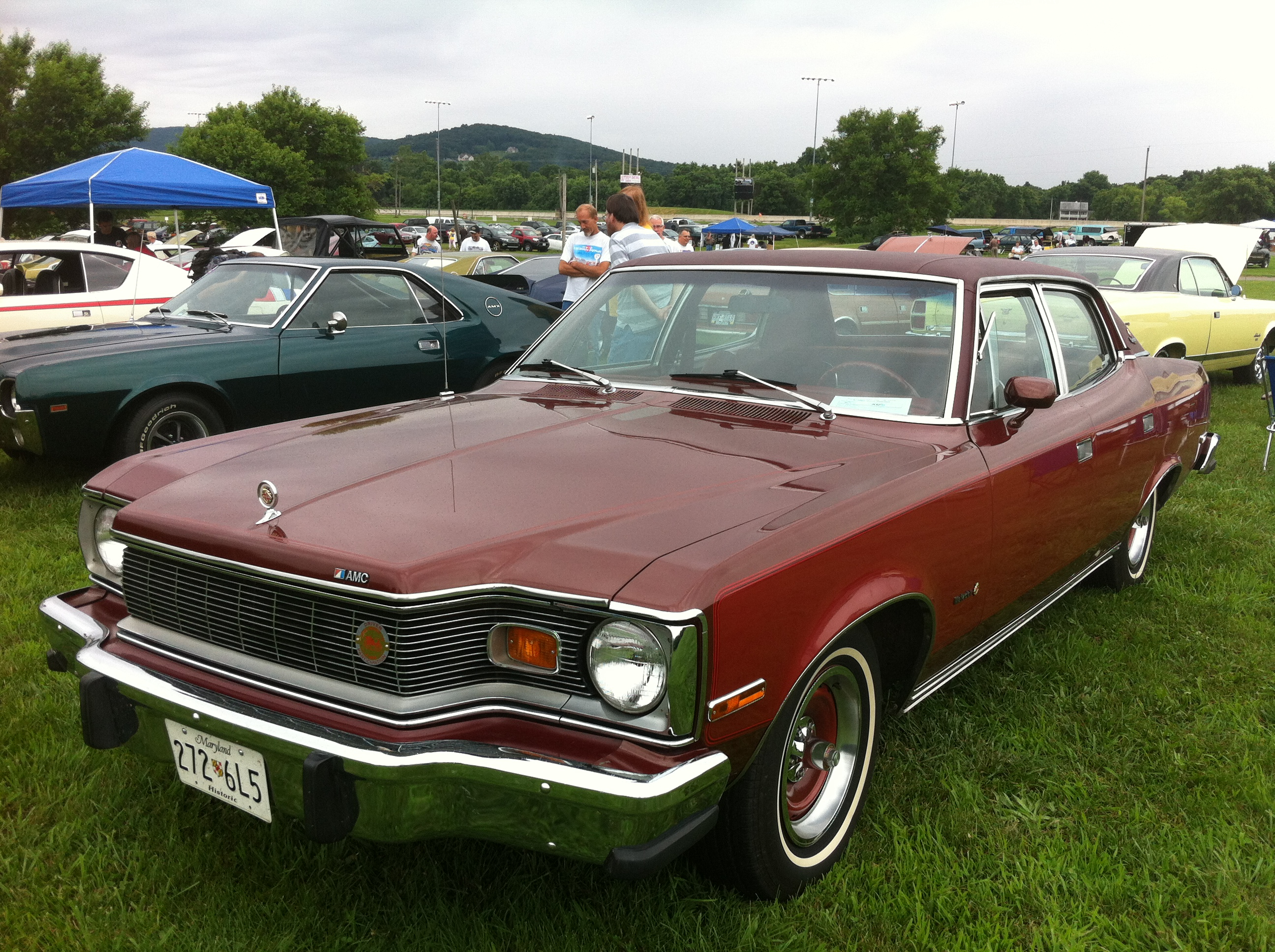

## وصلات خارجية
- (Archived) A brief history of the Matador
- The Coupe Coop, a website dedicated to the Matador coupe
- (Archived) MatadorSedan.com
- (Archived) Vintage LAPD Matador
- (Archived) AMC Police Car Registry
- (Archived 2009–10–24) Matador racing history
- أي إم سي ماتادور على موقع قاعدة بيانات سيارات الأفلام على الإنترنت.
- AMC Rambler Club — Club for 1954 – 1988 AMCs.
- American Motors Owners — Club for 1958 – 1987 AMCs.